# Salomonsnachtzwaluw
De salomonsnachtzwaluw (Eurostopodus nigripennis) is een vogel uit de familie Caprimulgidae (nachtzwaluwen). De vogel werd in 1882 door de Australische vogelkundige Edward Pierson Ramsay beschreven. Het is een kwetsbare, endemische vogelsoort op de Salomonseilanden.,een eilandengroep in het westelijk deel van de Grote Oceaan ten oosten van Nieuw-Guinea.

## Kenmerken
De vogel is 27 cm lang. Het is een middelgrote nachtzwaluw met een witte keel en witte vlekken op twee van de vier buitenste vleugelpennen.

## Verspreiding en leefgebied
Deze soort is endemisch op de Salomonseilanden en op Bougainville (Papoea-Nieuw-Guinea). Van een groot aantal eilanden zijn geen recente waarnemingen. Op Bougainville werd in de jaren 1930 de laatste gedocumenteerde waarneming. Het leefgebied bestaat uit bosgebieden die grenzen aan zandstranden waarop de vogels broeden.

## Status
De salomonsnachtzwaluw heeft een beperkt verspreidingsgebied en daardoor is de kans op uitsterven aanwezig. De grootte van de populatie werd in 2018 door BirdLife International geschat op 1000 tot 2500 individuen en de populatie-aantallen nemen af door habitatverlies. Het leefgebied wordt aangetast door intensiever menselijk gebruik van de stranden en door de aanwezigheid van uitheemse soorten mieren en verwilderde katten die de broedresultaten van deze op de grond broedende soorten negatief beïnvloeden. Om deze redenen staat deze soort als kwetsbaar op de Rode Lijst van de IUCN.